# Helleborus lividus
Espèce
Synonymes
- Helleborus lividus Aiton subsp. corsicus (Willd.) Tutin
- Helleborus lividus var. integrifolius DC.[2]
- Helleborus trifolius Mill.[2]

Helleborus lividus est une espèce de plantes de la famille des Ranunculaceae.

## Liste des sous-espèces et variétés
Selon Tropicos (7 juin 2019) (Attention liste brute contenant possiblement des synonymes) :
- sous-espèce Helleborus lividus subsp. corsicus (Briq.) P.F.Yeo
- variété Helleborus lividus var. integrifolius DC.
- variété Helleborus lividus var. serratifolius DC.

## Description
La floraison a lieu de novembre à avril.

## Distribution et habitat
La sous-espèce Helleborus lividus subsp. corsicus est présente en Corse et en Sardaigne. La sous-espèce Helleborus lividus subsp. lividus est présente dans les îles Baléares.